# Гальфдан Старий
Гальфдан Старий (бл. 754 — після 807) — напівлегендарний конунг вікінгів. Відомий також як Гальфдан Фризький, у франкських хроніках — Альфдені.

## Життєпис
Згідно «Саги про Іглінгів» був сином Гаральда, конунга північної Ютландії, та онуком Ейстейна Гальфдансона, конунга Раумерікі Захоплення норманами північної частини Ютландії є доволі природним, оскільки рух данів в цей час був спрямований до центральної і південної Ютландії. Втім є гіпотеза, що міг бути родичем конунга Гаральда Боєзуба й таким чином належати до Скельдунгів, але щодо цього є сумніви.
Замолоду Гальфдан стає «морським конунгом», більшу частину життя ходив Балтійським морем, здійснюючи набіги. Спробував закріпитися в Альдейгьюборгу, проте невдало. Зрештою повернувся до північної Ютландії, де став конунгом.
У 782 році згідно «Анналів королівства франків» Гаральд разом з Осмундом і Годфредом був посланцем конунга Сігфреда на рейхстазі в Падеброні, де вели перемовини з королем Карлом Великим. Ймовірно на той час Південна Ютландія стала союзником данів з Хедебю або визнала їх зверхність.
У 807 році поступив на службу до Карла Великого. Причини цього невідомі, але найпевніше є наслідком агресивної зовнішньої політики конунга Годфреда, який міг на деякий час встановити владу в північній Ютландії. Про подальшу долю Гальфдана нічого невідомо. Разом з тим відсутні відомості, що він перейшов в християнство або отримав феод. Можливо мав якійсь землі або посаду у Фризії. Є припущення, що був живий до 812 року, але не достеменно.

## Родина
Є повідомлення, що мав декілька синів. До них зараховують братів Ануло, Гаральда, Регінфреда і Геммінга. Ймовірно сином Геммінга був Рорик Ютландський.